# لوسيان غرينير (سياسي)
لوسيان غرينير هو سياسي كندي، ولد في 11 أكتوبر 1925 في Gaspésie–Îles-de-la-Madeleine ‏ في كندا، وتوفي في 3 أغسطس 1998. نشط حزبياً في الحزب الكندي التقدمي المحافظ. وقد انتخب عضو مجلس العموم الكندي.